# Ladendorf
Ladendorf ist eine österreichische Marktgemeinde mit 2348 Einwohnern (Stand 1. Jänner 2024) im Bezirk Mistelbach in Niederösterreich.

## Geografie
Ladendorf liegt im Weinviertel in Niederösterreich. Die Entwässerung erfolgt durch den Taschlbach, der bei Mistelbach in die Zaya mündet. Vom Tal, das knapp über 200 Meter hoch liegt, steigt das Gemeindegebiet nach Süden zum Lienenwald und Stocketwald auf 300 Meter an. Die Grenze im Norden bilden die Leiser Berge.
Die Fläche der Marktgemeinde umfasst 50,11 km². Davon sind 73 Prozent landwirtschaftliche Nutzfläche und 18 Prozent der Fläche sind bewaldet.

### Gemeindegliederung
Das Gemeindegebiet umfasst sieben Ortschaften bzw. sieben gleichnamige Katastralgemeinden (in Klammern Einwohnerzahl Stand 1. Jänner 2024):
- Eggersdorf (91)
- Garmanns (82)
- Grafensulz (141)
- Herrnleis (158)
- Ladendorf (1355)
- Neubau (441)
- Pürstendorf (80)

### Nachbargemeinden
| Niederleis  | Asparn an der Zaya                          | Mistelbach |
|             | Kompassrose, die auf Nachbargemeinden zeigt |            |
| Großrußbach | Kreuzstetten                                | Gaweinstal |

## Geschichte
Auf dem Gemeindegebiet gibt es Befunde für eine Besiedlung in der frühen Bronzezeit und in der Zeit der Urnenfelderkultur. Die erste urkundliche Erwähnung ist aus dem Jahr 1161 überliefert. Im 16. Jahrhundert wird Ladendorf als Markt erwähnt. 1877 wurde das Marktrecht erneuert.
Im Jahr 1944 wurden ungarische Juden als Zwangsarbeiter eingesetzt.
In den letzten Tagen des Zweiten Weltkriegs, zwischen 10. und 21. April 1945, wurden bei Kämpfen zwischen Truppen der Wehrmacht und der Roten Armee in Ladendorf vier Zivilisten getötet, 19 Gebäude zerstört und zehn Brücken gesprengt. In Garmanns kamen durch Kampfhandlungen ebenfalls Zivilisten ums Leben und fünf Gebäude wurden zerstört. In Pürstendorf fanden am 18. und 19. April heftige Kämpfe statt, wobei drei Zivilpersonen ums Leben kamen und acht Gebäude zerstört wurden.

### Religion
Die Pfarre Ladendorf gehörte zum Dekanat Ernstbrunn, bis dieses im Jahr 2016 aufgelöst und die Pfarre dem Dekanat Wolkersdorf-Pillichsdorf zugeteilt wurde.

### Einwohnerentwicklung
Nach einem Höchststand von fast 3000 Einwohnern zu Beginn des 20. Jahrhunderts sank die Bevölkerungszahl bis 1981 auf unter 2000. Seither steigt die Einwohnerzahl durch eine starke Zuwanderung.

## Kultur und Sehenswürdigkeiten

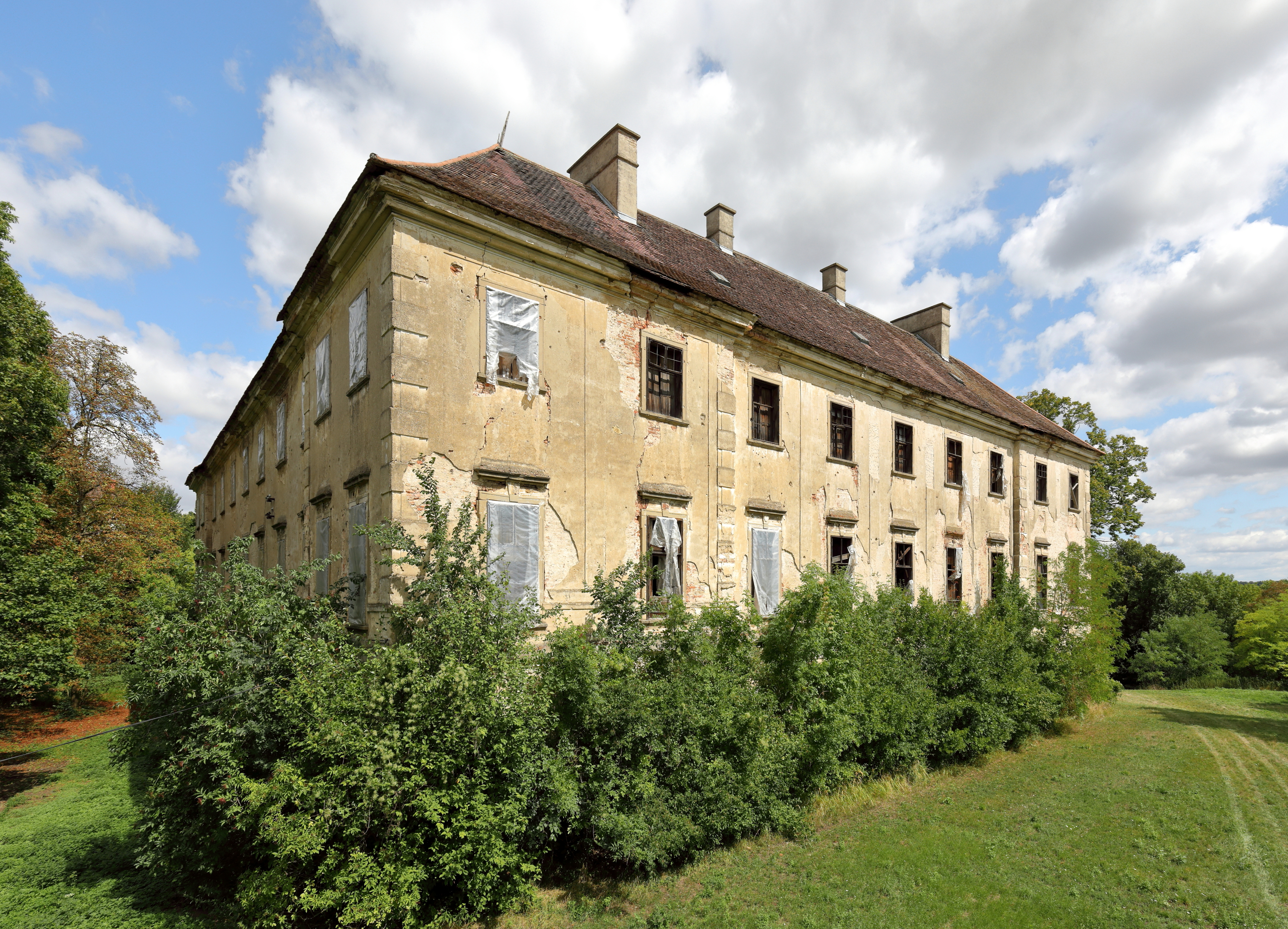
Schloss Ladendorf

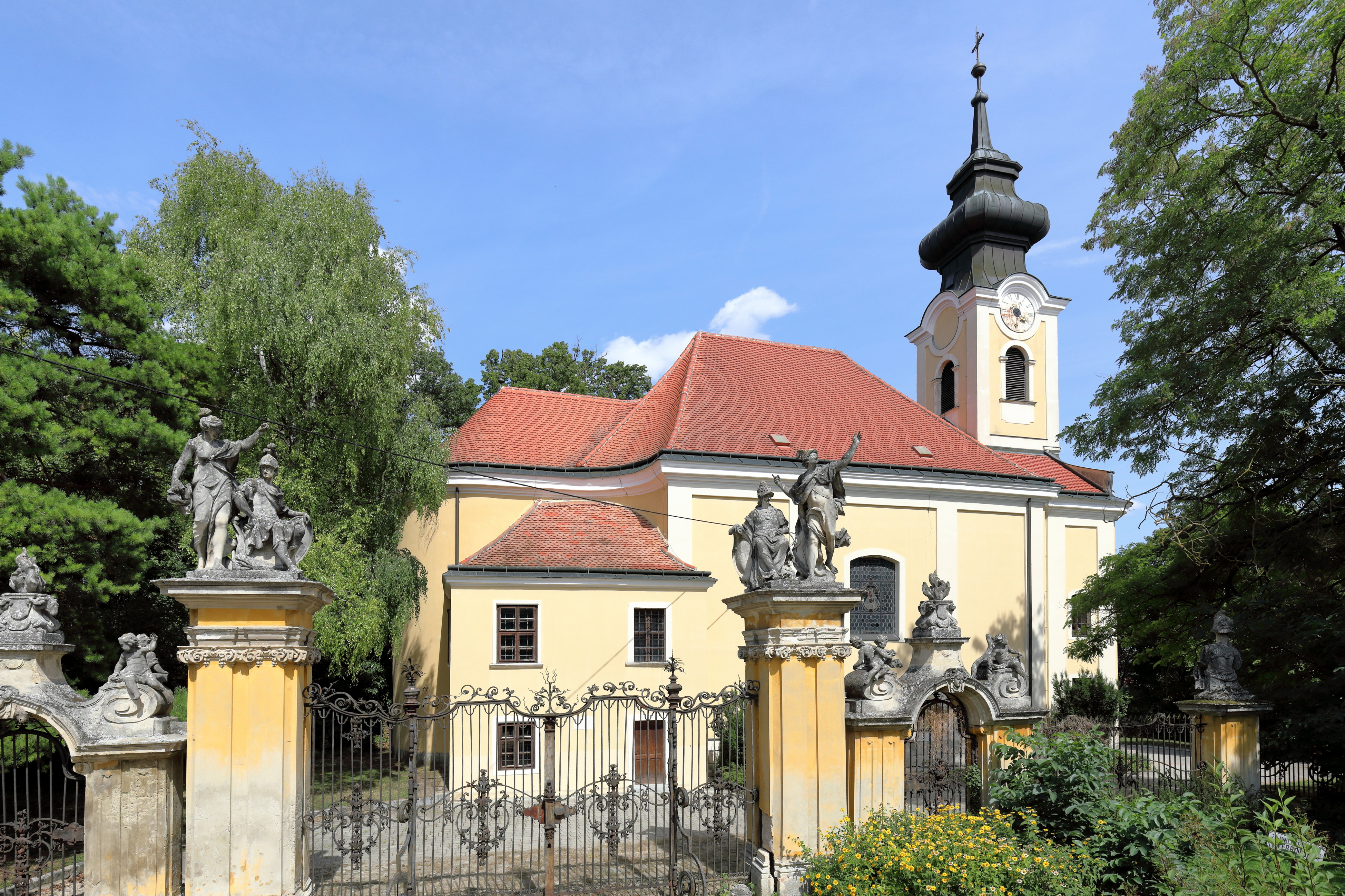
Pfarrkirche Ladendorf und davor das Hauptportal des Schlosses

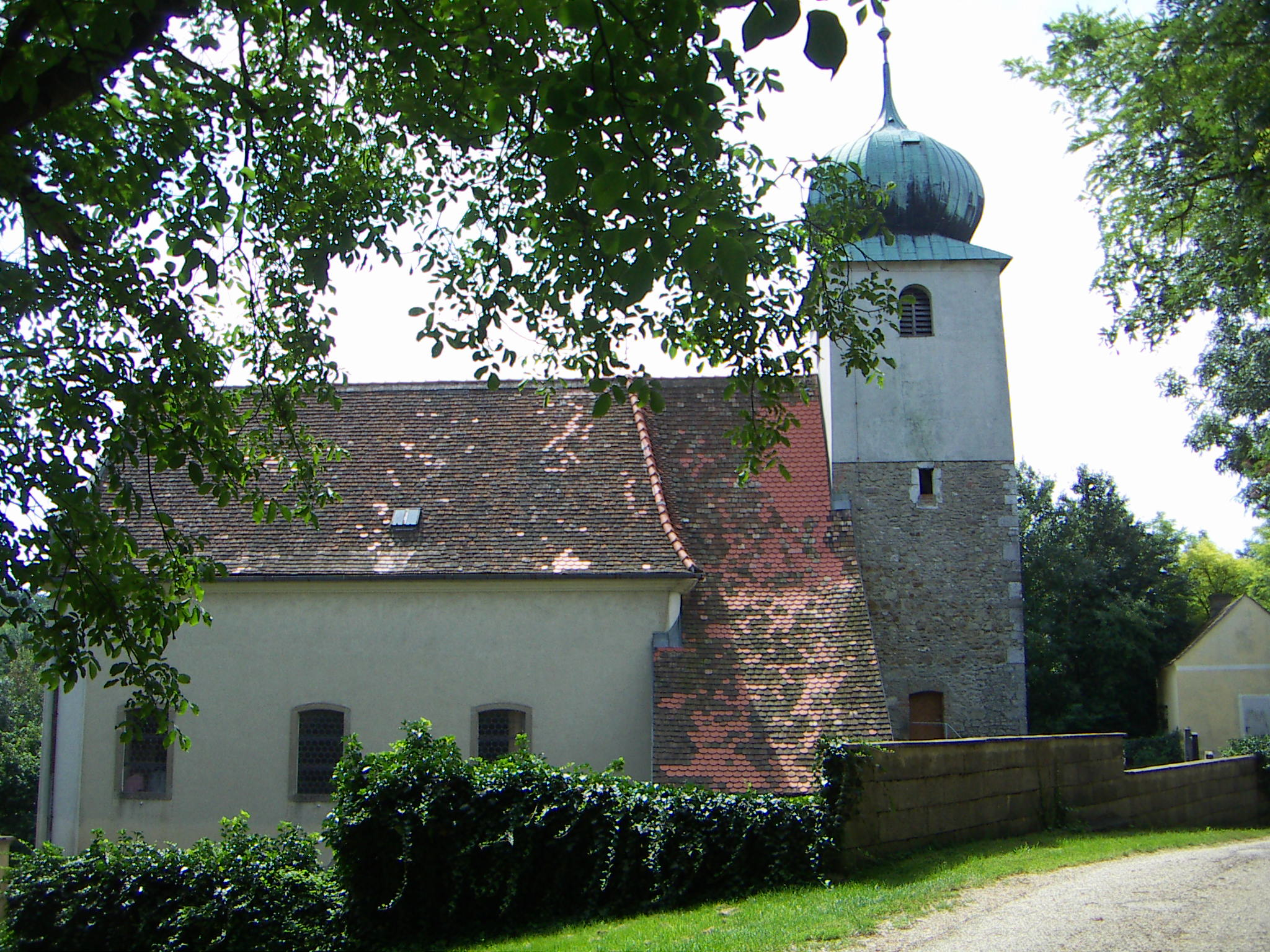
Pfarrkirche Herrnleis

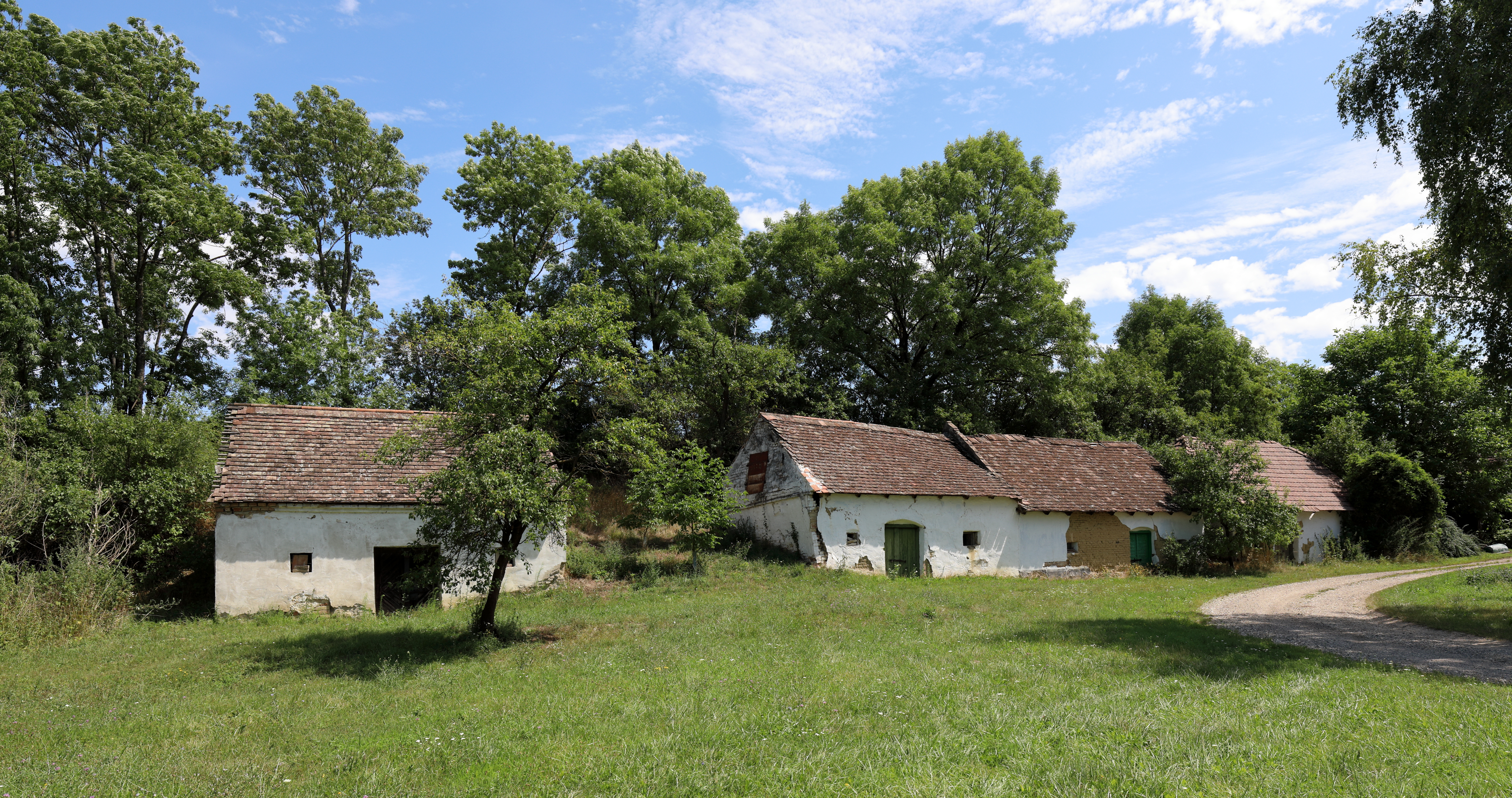
Kellergasse bei Grafensulz

- Schloss Ladendorf: Das Schloss wurde um 1722 von Feldmarschall Wirich Philipp Graf Daun – vom Vater von Maria Theresias Feldmarschall Leopold Joseph Graf Daun – umgebaut und wurde im Zweiten Weltkrieg beschädigt.
- Lindenallee in Ladendorf
- Katholische Pfarrkirche Ladendorf hl. Andreas: Die Kirche, 1776 erbaut, befindet sich vor dem Haupteingang des Schlosses.
- Katholische Pfarrkirche Grafensulz hl. Ägidius: Die spätromanische Kirche hat einen Kapellenanbau eines ehemaligen Karners.
- Katholische Pfarrkirche Herrnleis hl. Nikolaus: Die Pfarrkirche in einem Friedhof steht erhöht neben einem Schüttkasten.

## Wirtschaft und Infrastruktur
Im Jahr 2001 gab es 54 nicht landwirtschaftliche Arbeitsstätten, 100 land- und forstwirtschaftliche Betriebe (Erhebung 1999). Die Zahl der Erwerbstätigen am Wohnort betrug 930 (Volkszählung 2001). Die Erwerbsquote lag 2001 bei 45,21 Prozent.

### Verkehr
Ladendorf liegt an der Laaer Ostbahn (Fahrplanbild 902, Strecken S2 und S7) und ist somit an das regionale Verkehrsnetz nördlich von Wien angeschlossen.

### Bildung
In Ladendorf gibt es einen Kindergarten und eine Volksschule.

## Politik

### Gemeinderat
| Seit dem Jahr 2005 hat der Gemeinderat 21 Mitglieder. - Mit den Gemeinderatswahlen in Niederösterreich 1990 hatte der Gemeinderat folgende Verteilung: 12 ÖVP, 4 SPÖ und 3 FPÖ. (19 Mitglieder) - Mit den Gemeinderatswahlen in Niederösterreich 1995 hatte der Gemeinderat folgende Verteilung: 10 ÖVP, 4 SPÖ, 3 FPÖ, 1 Ladendorf Aktiv und 1 Grüne. - Mit den Gemeinderatswahlen in Niederösterreich 2000 hatte der Gemeinderat folgende Verteilung: 11 ÖVP, 4 SPÖ, 3 FPÖ und 1 Grüne. (19 Mitglieder) - Mit den Gemeinderatswahlen in Niederösterreich 2005 hatte der Gemeinderat folgende Verteilung: 14 ÖVP, 5 SPÖ, 1 FPÖ und 1 Grüne. - Mit den Gemeinderatswahlen in Niederösterreich 2010 hatte der Gemeinderat folgende Verteilung: 15 ÖVP, 3 SPÖ, 2 FPÖ und 1 Grüne. - Mit den Gemeinderatswahlen in Niederösterreich 2015 hatte der Gemeinderat folgende Verteilung: 12 ÖVP, 4 MUT–Miteinander-Unabhängig-Transparent, 2 SPÖ, 2 FPÖ und 1 Grüne. - Mit den Gemeinderatswahlen in Niederösterreich 2020 hat der Gemeinderat folgende Verteilung: 15 ÖVP, 2 MUT–Miteinander-Unabhängig-Transparent, 2 SPÖ und 2 Grüne. - Mit den Gemeinderatswahlen in Niederösterreich 2025 hat der Gemeinderat folgende Verteilung: 13 ÖVP, 2 MUT–Miteinander-Unabhängig-Transparent, 2 SPÖ, 2 Grüne und 2 FPÖ. Die beiden FPÖ-Mandatare verzichteten jedoch noch vor der konstituierenden Sitzung auf ihre Mandate. | Hier fehlt eine Grafik, die leider im Moment aus technischen Gründen nicht angezeigt werden kann. Wir arbeiten daran! |

### Bürgermeister
- bis 2015 Othmar Matzinger (ÖVP)
- 2015–2016 Manfred Hager (ÖVP)
- 2016–2024 Thomas Ludwig (ÖVP)
- seit 2024 Oskar Schmit (ÖVP)

### Wappen
Der Gemeinde wurde 2010 folgendes Wappen verliehen:
Blasonierung: Von Schwarz und Weiß gespalten, mit einer ausgerissenen, von Weiß und Grün gespaltenen Linde mit fünf Ästen, auf denen je drei gestielte Blätter stehen, belegt.

## Persönlichkeiten

### Söhne und Töchter der Gemeinde
- Johann Georg Berger (1739–1810), Tuchhändler und Textilfabrikant
- Mathias Pölt (1742–1806), Hofgärtner der Fürsten Esterházy
- Johann Carl Khevenhüller (1839–1905), Adeliger
- Mathias Dersch (1865–1943), Politiker der  Christlichsozialen Partei
- Karl Schwab (1936–2020), Politiker der FPÖ, Abgeordneter zum Niederösterreichischen Landtag
- Franz Rudolf Kunz (1946–2021), Maler
- Carmen Ludwig (1995), Österreichische Journalistin, Fernsehmoderatorin und -redakteurin

### Personen mit Bezug zur Gemeinde
- Heinz Cibulka (* 1943), Fotograf, Aktionskünstler, Objektkünstler und Schriftsteller; lebt und arbeitet in Ladendorf
- Magdalena Frey, Fotografin und Videokünstlerin; lebt und arbeitet in Wien und Ladendorf
- Alfred Baldia, Unternehmer in Ladendorf, Österreichischer Brieftauben Nationalmeister 1972